# 松田英三郎
松田 英三郎（まつだ ひでさぶろう、1937年12月11日 - ）は、日本の経営者。阪急百貨店社長を務めた。

## 経歴
兵庫県神戸市出身、在住。1956年に慶應義塾大学法学部を卒業し、同年に阪急百貨店に入社。若いころは営業を担当した。
1985年6月に取締役に就任して以降も開発を担当しており、現場との接点が多く、「現場の声を聴いて組み立てる」のが持論だった。量販店が周囲に多い川西阪急ではアクセサリーなど身の回り品の充実、商圏が狭い宝塚阪急では商品の絞り込みで成功した。その後は常務、専務に就任。1992年（平成4年）ごろ、当時社長の福光尚次からの要請で、次期社長の修行も兼ね、東京店舗事業本部長に就任。赤字が続いた首都圏3店舗（東京大井店＝大井阪急、有楽町阪急＝阪急百貨店#阪急メンズ東京、数寄屋橋阪急＝現在は閉店）の問題を担当した。東京の事業を大阪の基準で評価しないこと、街の変化を百貨店が後追いするだけでなく、百貨店が街の変化の中心を担うべきではないかと自問している。
1994年（平成6年）6月に社長に就任。年功序列の人事が安全なのは承知しつつも、百貨店不況の打開に必要なのが「気力、体力、活力、能力とも充実した人物」であり、当時60歳の松田を社長にしようと以前から考えていた福光の意向による。
社長就任以前は店舗開発など積極投資に携わっていたものの、就任後は、阪神・淡路大震災による神戸阪急ビル崩壊を受け、売場面積が2200平方メートル、1994年3月期の売上高は33億円と直営８店舗のうち最小だった三宮阪急の閉鎖や、業績低迷による三田阪急の出店をほぼ断念（実際は開店したが1フロアのみの賃借、2021年閉店）など、縮小策を取らざるを得なかった。
1998年からは近畿百貨店協会や大阪百貨店協会の会長を2年間務めた。社長を椙岡俊一に譲った2000年5月からは取締役相談役を務めていた。
趣味は「若い者とゴルフをする程度」という。